# 格伦当河
格伦当河（英語：Kaleindaung River）是缅甸若开邦的一条河流。该河最终流入孟加拉湾。